# Virtuosi Racing
| Virtuosi Racing         | Virtuosi Racing                 |
| ----------------------- | ------------------------------- |
| Osnovana                | 2012.                           |
| Mjesto                  | Attleborough, Norfolk, Engleska |
| Šef momčadi             | Andy Roche                      |
| Trenutna prvenstva      |                                 |
| FIA Formula 2 prvenstvo |                                 |
| Bivša prvenstva         |                                 |
| GP2 Series              |                                 |
| Auto GP                 |                                 |

Virtuosi Racing je britanska momčad koja se natječe u FIA Formula 2 prvenstvu, a u prošlosti je momčad nastupala u Auto GP prvenstvu od 2012. do 2015. i u GP2 seriji 2015. i 2016. Momčad je osnovana 2012. kada su se Paul Devlin i Andy Roche obratili poslovnom čovjeku Declanu Lohanu zbog financijske potpore, a Virtuosi UK, kako se tada zvala momčad, osnovan je u Carleton Rodeu u Norfolku kako bi sudjelovao u Auto GP prvenstvu. U FIA Formula 2 prvenstvu sudjeluju od 2019., a do sada su pobijedili osam puta te dva puta, 2019. i 2020., osvajali titulu viceprvaka u prvenstvu momčadi. Virtuosi Racing je povezan s momčadi Alpine F1 Team u Formuli 1.

## Vanjske poveznice
- VirtuosiRacing.com - Official website